# Sony Ericsson K770i
Sony Ericsson K770i — сотовый телефон фирмы Sony Ericsson. Впервые был представлен в августе 2007. 

## Внешний вид и органы управления
Телефон выполнен в пластиковом корпусе в трёх цветовых вариантах. На передней панели расположены объектив передней камеры, речевой динамик, датчик освещённости, управляющие клавиши, телефонная клавиатура, на задней — объектив камеры под сдвижной шторкой, светодиодная вспышка, зеркальце для селфи, светодиодный индикатор, музыкальный динамик, на верхней грани — кнопка питания, на нижней — отверстия для ремешка и микрофона, на левой — разъём FastPort, на правой — кнопки регулировки громкости и камеры.

## Аккумуляторная батарея и время работы
Телефон оснащён литий-полимерной батареей BST-38  ёмкостью 930 мА⋅ч. Заявленное время работы производителем:
- в режиме ожидания — до 300 ч,
- в режиме разговора — до 7 ч,
- в режиме воспроизведения музыки — до 16 ч.

## Сравнение с другими моделями Sony Ericsson
Телефон по техническим характеристикам близок и занимает промежуточную позицию между Sony Ericsson T650i и Sony Ericsson K790i/K800i. Все эти аппараты построены на одном чипсете DB2020 и общей программной платформе А100. Внешнее отличие заключается в комплектации и дизайне корпуса: аппарат снабжен диодной вспышкой-фонариком и механической шторкой, закрывающей камеру. Аппаратное отличие K770i от K800i заключается в установленной камере Techwin производства Samsung и дисплее Sania производства Hitachi. По характеристикам модель незначительно уступает K800i, хотя на момент выхода K770i розничная цена K800i уже опустилась и он оказался дешевле.